# Samra Rahimli
Samra Rahimli (azerbajdžansko Səmra Rəhimli), azerbajžanska pevka, *20. oktober 1994.

## Kariera
Leta 2015 je tekmovala v oddaji O Ses Türkiye (»Glas Turčije«), kjer je prišla do četrtfinala. Marca leta 2016 je postala finalistka oddaje Səs Azərbaycan (»Glas Azerbajdžana«) in se na koncu uvrstila na 3. mesto. Dne 10. marca 2016 je bilo objavljeno, da je bila Samra izbrana za azerbajdžansko predstavnico za Pesem Evrovizije 2016 s pesmijo »Miracle«. Samra Rahimli je nastopila v prvem polfinalu ter osvojila 185 točk. Napredovala je v finale, v katerem je osvojila 17. mesto s 117 točkami.
Dne 1. decembra 2020 je izdala pesem z naslovom v prevodu Šuša, vrnili smo se (azerbajdžansko Şuşa, biz qayıtmışıq), v zvezi z azerbajdžanskimi oboroženimi silami, ki so med vojno v Gorskem Karabahu leta 2020 ponovno prevzele nadzor nad Šušo.

## Diskografija

### Album
- »Göz« (2021)

### Pesmi
- »O Sevir« (2015)
- »Miracle« (2016)
- »Badminton« (2017)
- »Ters Gedir« (2018)
- »Hypnotized« (2018)
- »Пиджак (Pidzhak)« (2018)
- »Armas« (2019)
- »Queen« (2020)
- »Online« (2020)
- »Şuşa, Biz Qayıtmışıq« (2020)
- »Biri Yox, Biri Var« (2021)
- »Göz« (2021)